# Pallasit

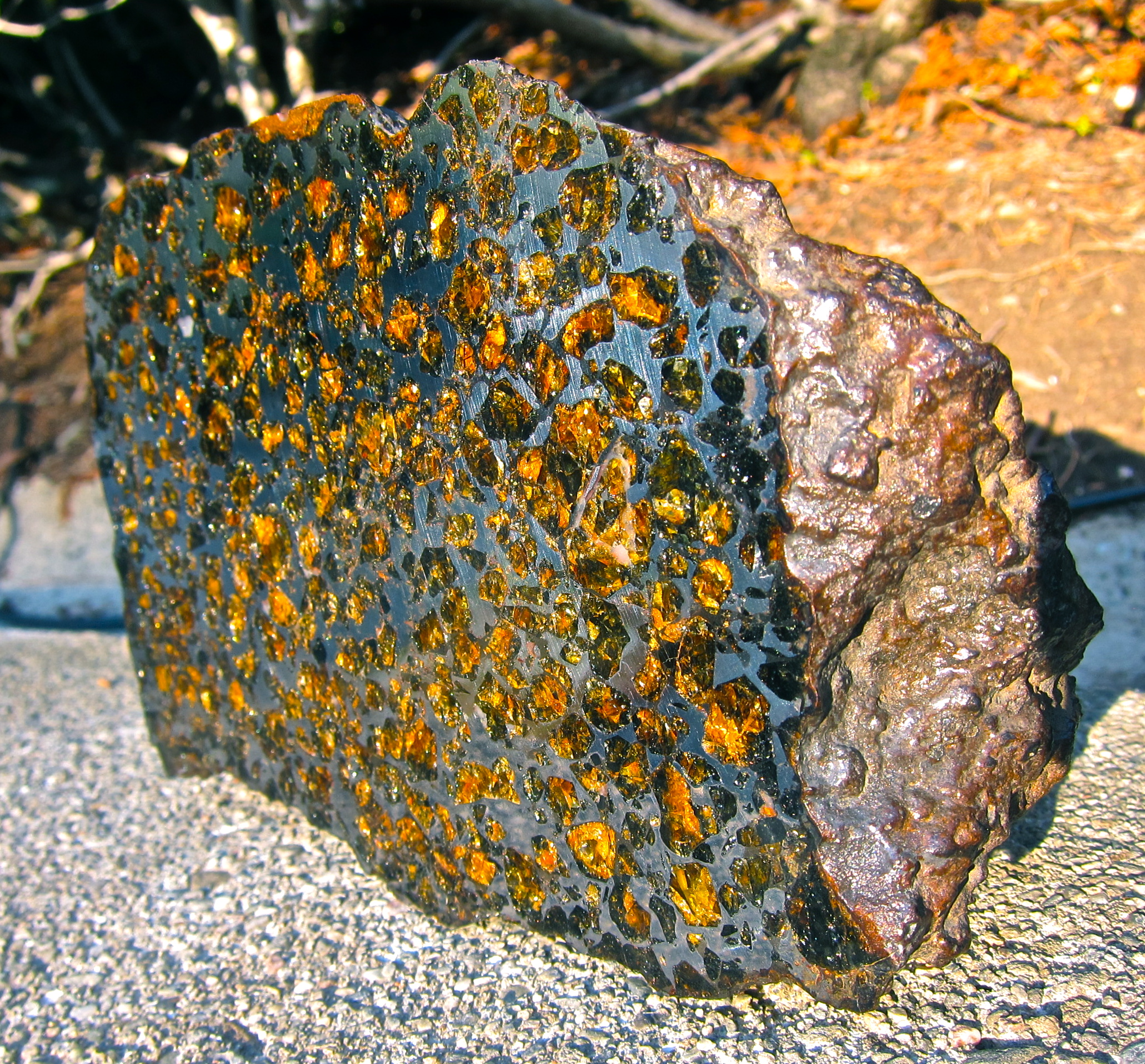
Endstück eines Brahin-Meteoriten mit polierter Schnittfläche

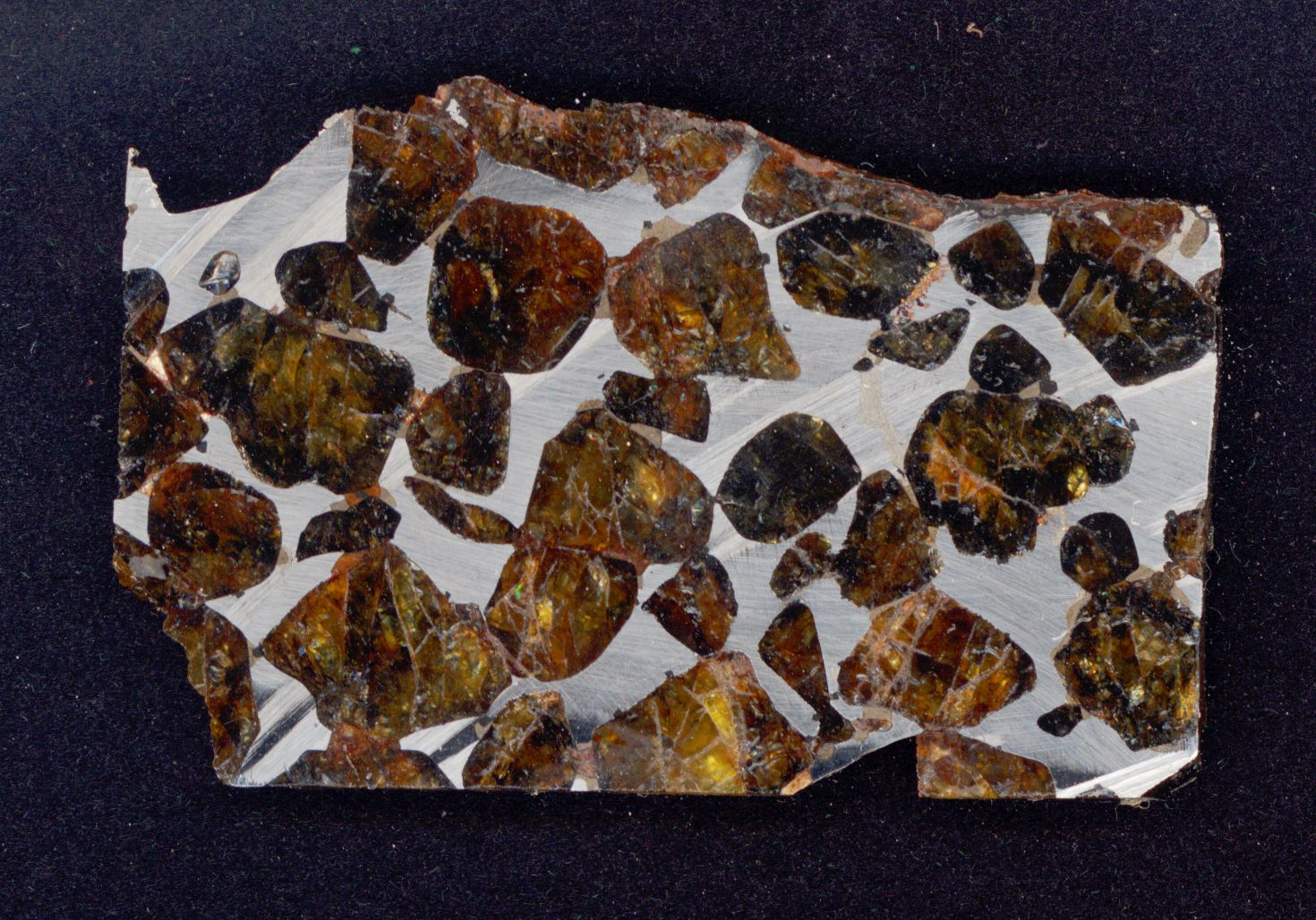
Pallasovka

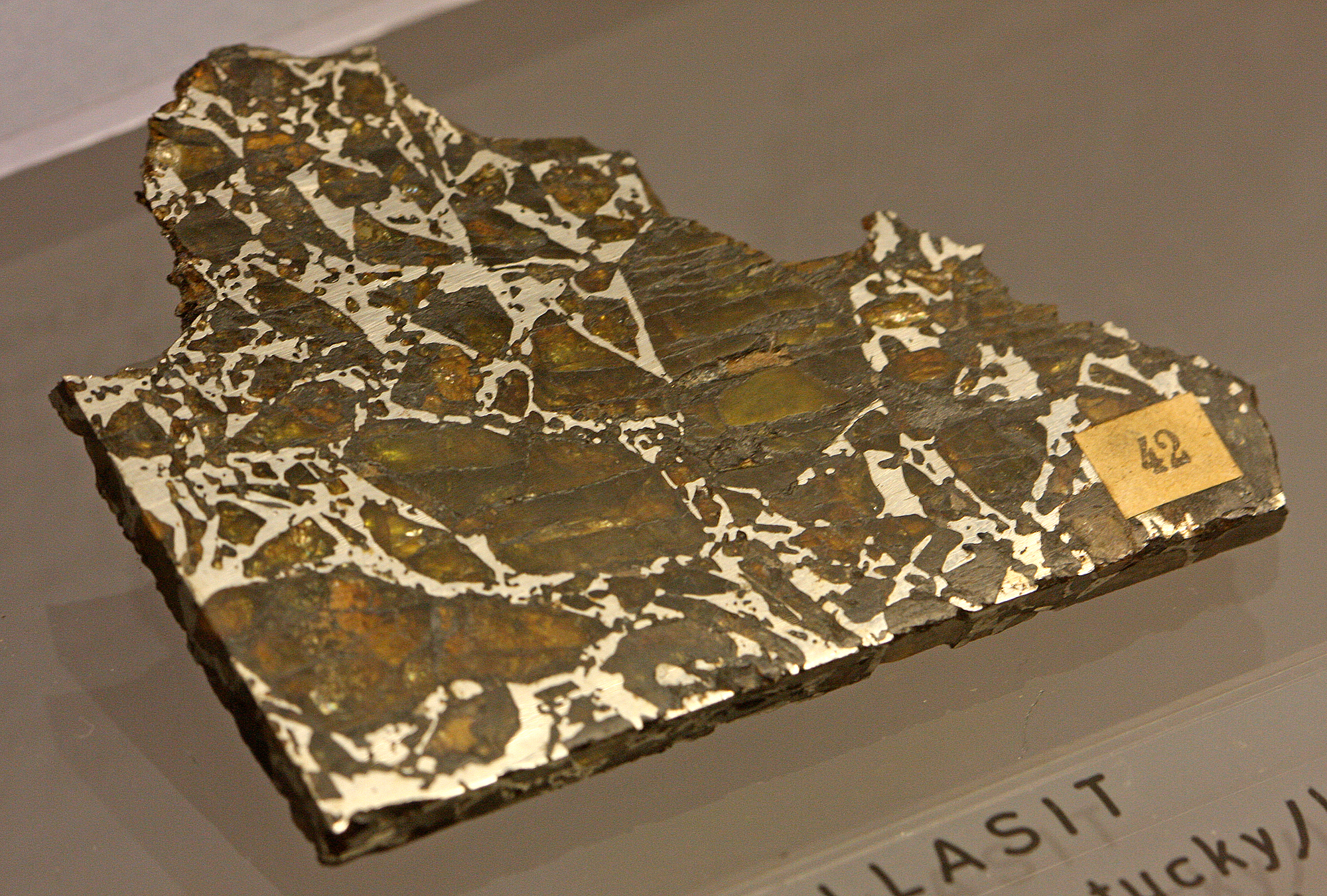
Eagle Station

Pallasite gehören zur Gruppe der Stein-Eisen-Meteorite. Lange wurde vermutet, dass sie sich in differenzierten Asteroiden in der Grenzschicht zwischen dem Nickel-Eisen-Kern und dem silikatischen Mantel bilden.  Nach einer neueren Theorie entsteht ein Pallasit näher an der Oberfläche bei der Kollision mit einem anderen Himmelskörper. Bei dem Einschlag vermischt sich geschmolzenes Eisen aus dem Kern des Projektils mit dem olivinreichen Mantel des Mutterkörpers. Diese Einschlagshypothese konnte experimentell bestätigt werden.
Pallasite bestehen aus Olivinkristallen, die in einer Matrix aus Nickel-Eisen eingebettet sind. Benannt wurden sie nach dem deutschen Gelehrten Peter Simon Pallas, der bei seinen Reisen in Sibirien bei Krasnojarsk den ersten „Pallasiten“ gefunden hatte.
Die Pallasite werden aufgrund ihrer unterschiedlichen chemischen Zusammensetzung in drei Gruppen eingeteilt:
- Pallasite der Hauptgruppe; bekanntester Vertreter ist das 1749 in Sibirien gefundene „Pallas-Eisen“. Dieser bedeutende Meteorit wurde von Peter Simon Pallas in den Jahren 1772 bis 1777 erstmals untersucht, ist heute unter dem Namen „Krasnojarsk“ bekannt und wurde im bahnbrechenden Werk von Ernst F. F. Chladni 1794 publiziert. Weitere große und eindrucksvolle Pallasit-Funde wurden u. a. 1807 in Belarus („Brahin“) und 1951 in Argentinien („Esquel“) gemacht.
- Eagle-Station-Gruppe
- Pyroxen-Pallasite

Jede dieser Gruppen wurde in einem eigenen Ursprungskörper gebildet.
Im April 2008 wurde von Bonhams in New York die 420 kg schwere Hauptmasse des Fukang-Pallasiten (gefunden im Jahr 2000 in China) angeboten. Der Schätzpreis betrug 2,75 Millionen US-Dollar, aber der Meteorit wurde nicht verkauft.
Pallasit gilt neben der oben stehenden Bedeutung allerdings auch als Synonym für in Meteoriten (auch Steineisenmeteoriten) gediegen vorkommendes Eisen.